# ویساک
ویساک (به مجاری:  Viszák) یک شهرداری در مجارستان است که در ناحیه کورمند واقع شده‌است. ویساک ۱۰٫۱۳ کیلومتر مربع مساحت و ۲۵۶ نفر جمعیت دارد.